# Mansión de Jaunmokas
La Mansión de Jaunmokas (en letón: Jaunmoku muižas pils; en alemán: Schloss Neu-Mocken) es una casa señorial en la parroquia de Tume, municipio de Tukums en la región histórica de Zemgale, en Letonia. Desde 1991 el edificio ha albergado un museo sobre silvicultura, exhibiendo las respectivas técnicas y la historia de la industria forestal en el país.

## Historia
Una finca conocida como Jaunmokas es mencionada por primera vez en documentos en 1544. La estructura de estilo neogótico con elementos art nouveau fue diseñada por el arquitecto Wilhelm Ludwig Nicholas Bockslaff (1858-1945), y construida en 1901 como pabellón de caza para el alcalde de Riga George Armitstead (1847-1912).
George Armitstead poseyó la mansión hasta 1904 cuando fue vendida a la familia Brinken. En 1910 fue vendida de nuevo y pasó a posesión de la familia von Ungern-Sternberg quien poseyó la mansión hasta 1918.
Durante la reforma agraria letona de 1920 la mansión fue nacionalizada y las tierras parceladas. En 1926 fue fundado un sanatorio infantil en el edificio de la casa señorial. Durante la Segunda Guerra Mundial fue localizado en el edificio un hospital militar de la Wehrmacht. Durante el periodo de la RSS de Letonia se localizaron en el edificio oficinas y pisos. En 1976 el Ministerio de Silvicultura e Industria Forestal se hizo cargo del edificio y empezó una importante restauración, y como resultado en 1989 el edificio fue convertido en un museo.